# بیوه سیاه (ناتاشا رومانوف)
بیوه سیاه (به روسی: Чёрная вдова) و (به انگلیسی: black widow) با نام اصلی ناتالیا آلیانوونا «ناتاشا رومانوف» رومانووا، یک شخصیت خیالی ابرقهرمان در کتاب‌های کمیک آمریکایی منتشر شده از مارول کامیکس می‌باشد که از روی شخصیت بلک کناری یا قناری سیاه برگرفته شده است. این شخصیت به‌وسیلهٔ نویسنده/ویراستار استن لی خلق، و توسط نویسنده دان ریکو تکمیل و توسط هنرمند دان هک به تصویر کشیده شد. او اولین بار در داستان‌های در حال تعلیق شماره ۵۲ام (اوریل ۱۹۶۴) حضور پیدا کرد. وی اولین بار به عنوان یک جاسوس روسی و ژاپن و دشمن مرد آهنی معرفی شد. او بعدها به آمریکا فرار کرد و مأمور سازمان جاسوسی شیلد شده و به تیم انتقام‌جویان پیوست. وی با این که اغلب با لقب زن افسونگر شناخته می‌شود، در راهنمای خریداران کمیک رتبهٔ سی و یکم را در لیست «۱۰۰ زن جذاب در کمیک» بدست آورده‌است.

اولین حضور بیوه سیاه در دنیای کمیک در جلد کمیک شماره ۵۲ داستان های در حال تعلیق (۱ آوریل ۱۹۶۴)

اسکارلت جوهانسون نقش این شخصیت را در فیلم‌های مرد آهنی ۲ (۲۰۱۰)، انتقام‌جویان (۲۰۱۲)، کاپیتان آمریکا: سرباز زمستان (۲۰۱۴)، انتقام‌جویان: عصر اولتران (۲۰۱۵)، کاپیتان آمریکا: جنگ داخلی (۲۰۱۶)، انتقام‌جویان: جنگ ابدیت (۲۰۱۸)، انتقام جویان:پایان بازی (۲۰۱۹) و بلک ویدو (۲۰۲۱) ایفا کرده است.

## هاکایو بیوه سیاه
هاکای و بیوه سیاه اوایل زندگی خودشان، جنایتکارانی ماهر و با هم همکار بودند؛ ولی مأمور برایتون با آن دو جنگید و توانست آن‌ها را به انتقام‌جویان دعوت کند و آن دو را تبدیل به ابرقهرمان کند. آن‌ها کم‌کم به اعضای اصلی انتقام‌جویان هم تبدیل شدند و کمیک‌های زیادی از آن‌ها شناخته شد. دان هک تصویرگر آن دو شخصیت بود و در طی داستان این دو شخصیت به زوج عاشقی تبدیل شدند و با هم ازدواج کردند. سپس با هم همکاری کردند و عضو سازمان شیلد شدند.
آن‌ها با هم آموزش دیده‌اند و حرکات آکروباتیک هم می‌توانند بکنند. این دو شخصیت در بازی‌های زیادی نیز حضور دارند، مانند لگو ابر قهرمانان مارول و …. آن‌ها در فیلم‌های انتقام‌جویان (۲۰۱۲)، و انتقام‌جویان: عصر اولتران حضور داشتند، (هاکای با بازیگری جرمی رنر و بیوه سیاه با بازیگری اسکارلت جوهانسون).